# Wilhelm Schulz (SS-Mitglied)
Karl Friedrich Wilhelm Schulz, Pseudonym Wilhelm Schröder (* 14. Oktober 1909 in Recklinghausen; † 11. November 1984 in Herten) war ein deutscher SS-Hauptsturmführer und Teilkommandoführer des Einsatzkommandos 8 der Einsatzgruppe B.

## Leben
Wilhelm Schulz war Sohn eines Angehörigen der Kaiserlichen Kriegsmarine. Bis zum 12. Lebensjahr lebte er in Wilhelmshaven. Später besuchte er die Oberrealschule in Recklinghausen und legte im Jahre 1923 die Reifeprüfung ab. Danach studierte Schulz an der Technischen Hochschule in Danzig, musste aber aufgrund von finanziellen Schwierigkeiten sein Studium vorzeitig abbrechen.
Am 1. Mai 1931 trat er der NSDAP und der SA bei. Im Jahre 1934 rückte Schulz zum Adjutanten der SA-Brigade Bernkastel auf und übernahm wenig später die Führung des SA-Sturmbannes Mayen. Nach seiner Versetzung zum SA-Gruppenstab in Koblenz wurde er Referent für Weltanschauung und Kultur. Am 15. Februar 1937 wurde er zur Kriminalpolizeistelle Recklinghausen als Kriminalkommissaranwärter einberufen. Nach Teilnahme an einem Kriminalkommissar-Lehrgang in Berlin wurde er im Jahre 1939 zum Kriminalkommissar befördert und am 1. Mai 1940 mit der Leitung einer Dienststelle der Kriminalpolizei in Buer beauftragt.
Im Oktober 1941 wurde er zu dem in Russland verwendeten Einsatzkommando 8 nach Berlin einberufen und vom Reichssicherheitshauptamt nach Smolensk, wo damals der Stab der Einsatzgruppe B stationiert war. Im Herbst 1941 unternahm er als Teilkommandoführer eine Erschießungsaktion in Retschyza, der mindestens 100 Juden zum Opfer fielen. Im Laufe des November oder Anfang Dezember 1941 führte der Teiltrupp Schulz in Klinzy eine Aktion gegen die jüdische Bevölkerung durch, bei der mindestens 200 Männer, Frauen und Kinder erschossen wurden. Zudem führte Schulz in Gomel sowie in der Umgebung dieser Stadt eine Reihe von Erschießungsaktionen durch, die sich ausschließlich gegen die jüdische Bevölkerung richteten und bei denen insgesamt mindestens 1100 Männer, Frauen und Kinder getötet wurden.
Anschließend wurde er nach Recklinghausen zurückversetzt und arbeitete in der Folgezeit wiederum bei der Kriminalpolizei. Nachdem er im Jahre 1944 zur Kriminalpolizei in Halle versetzt worden war, geriet er bei Kriegsende in amerikanische Gefangenschaft, aus der er in Internierungshaft überführt wurde.
In der Nacht zum 1. Januar 1947 gelang es ihm, aus dem Internierungslager Darmstadt zu entfliehen. Er lebte zunächst unter dem Namen Wilhelm Schröder und verdiente seinen Lebensunterhalt an verschiedenen Orten als Hilfsarbeiter. Nach der Währungsreform ließ er sich neue Arbeitspapiere auf seinen richtigen Namen ausstellen und kehrte nach Recklinghausen zurück. Er legte dort die Prüfung als Kaufmannsgehilfe ab und arbeitete anschließend als Vertreter. Etwa ab 1951 war Schulz bis zu seiner Verhaftung in dieser Sache als Handelsvertreter für die Rheinische Wellpappenfabrik in Kreuzau bei Düren tätig. Ab 29. November 1959 war er in Untersuchungshaft. Am 21. Juli 1961 wurde er vom Landgericht München I wegen Beihilfe zum gemeinschaftlichen Mord in 1100 Fällen zu sieben Jahren Zuchthaus verurteilt. Am 1. Juli 1965 wurde er aus der Justizvollzugsanstalt Straubing entlassen.